# Thankful
『thankful』（サンクフル）は、ナイトdeライトの通算18枚目のシングル。2020年1月に始まった、12カ月連続CDリリース企画の最終回。2020年12月25日に発売。

## 概要
ナイトdeライトの17thシングル。
『hug』に続き、2020年の企画「12カ月連続CDリリース」の第12弾であり最終回。
12カ月連続CDリリース企画の11月までのCDは3曲収録であったが、このCDのみ4曲収録されている。
「12カ月連続CDリリース」でリリースされた各CDタイトルの頭文字を繋げると「Night de Light」となる仕掛けが施されている。

## 収録曲

### リスト
| #         | タイトル                     | 作詞     | 作曲・編曲 | 時間 |
| --------- | ---------------------------- | -------- | ---------- | ---- |
| 1.        | 「生きててくれてありがとう」 | 田中満矢 | 田中満矢   | 4:55 |
| 2.        | 「声命」                     | 長沢紘宣 | 長沢紘宣   | 3:12 |
| 3.        | 「またね」                   | 平野翔一 | 平野翔一   | 5:08 |
| 4.        | 「枕」                       | 長沢紘宣 | 長沢紘宣   | 4:08 |
| 合計時間: | 合計時間:                    | 17:23    |            |      |

### 収録曲について
1. 生きててくれてありがとう
作詞/作曲:田中満矢
北海道いのちの電話タイアップソング。
自殺が多かった2020年。そんな世の中に向けて言葉「生きててくれてありがとう」と率直に伝える曲。
テンポを計らず、平野の歌と長沢のギターで2人の息を合わせて一発録りしたという。
18thシングル「桜」には別アレンジのものが収録されている。
2. 声命
作詞/作曲:長沢紘宣
読み方は「せいめい」。
1曲目『生きててくれてありがとう』のアンサーソング。
3. またね
作詞/作曲:平野翔一
平野がこの1年会えなかったナイトdeライトのファンに向けて書いた曲。
4. 枕
作詞/作曲:長沢紘宣
3rdアルバム「Familia」に収録されている『ハンガー』、5thアルバム「Quarter」に収録されている『ギターケース』と同じ位置づけの曲。
アコースティック曲で、伴奏はギター(長沢・三橋)とカホン(田中)。
間奏では平野が口笛で『虹』を演奏している。
一発本番でレコーディングされ、メンバーの笑い声や会話も入っている。
詞は擬人化した枕の、枕の持ち主に向けた言葉。